# Östgöta Enskilda Bank
Artikeln handlar om en tidigare svensk bank. För bankkontor tillhörande Östgöta Enskilda Bank, se Danske Bank i Sverige.

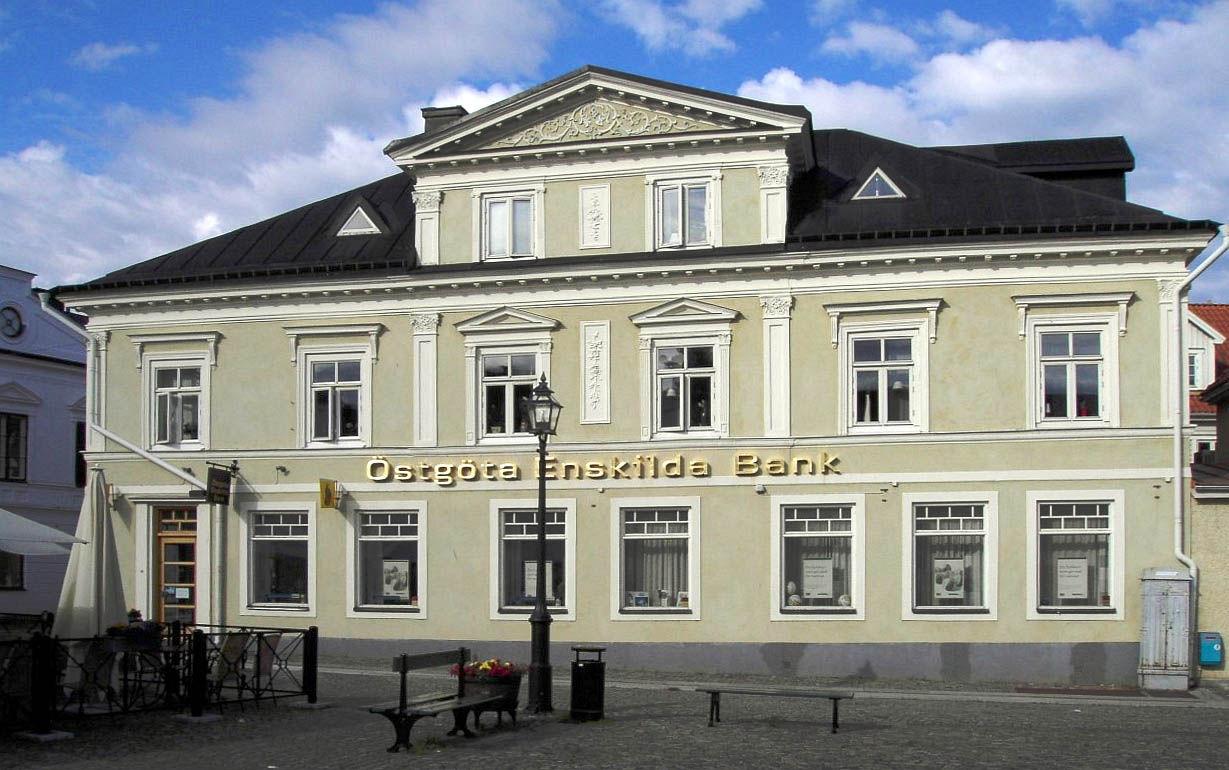
Kontoret i Vadstena (numera nedlagt)

Östgöta Enskilda Bank var en svensk affärsbank fram till 1997, då den köptes av Danske Bank. Varumärket "Östgöta Enskilda Bank" levde kvar som namn på Danske Bank i Sveriges bankkontor i Östergötlands och Stockholms län till maj 2011, då de övergick till att bli Danske Bank.

## Historik
Banken grundades som Öst-Götha-Bank 1837 i Linköping. Biskopen Johan Jacob Hedrén var en av bankens första tillskyndare och blev också bankdirektör. År 1846 ändrades bankens namn till  Östgötha Enskilda Bank och 1856 till Östergötlands Enskilda Bank. Uppsvinget för jordbruket under 1870-talet gjorde att banken fick en särskilt stark ställning bland Östergötlands bönder. Från 1973 hette banken Östgötabanken,  men namnet Östgöta Enskilda Bank återtogs i slutet av 1980-talet.
Vid finanskrisen under 1990-talet var L E Lundbergföretagen huvudägare i Östgöta Enskilda Bank.
I Gamla Linköping ligger vid Kryddbodtorgets kortsida en timmerbyggnad
som inrymmer ett bankkontor med en äldre inredning från Östgötabanken. Där finns en utställning av bankens sedelutgivning från 1800-talet.
Den 28 maj 1999 rånades kontoret i Kisa i Östergötland, ett brott som ledde till att två polismän mördades under rånarnas flykt. Händelserna har kallats Malexandermorden i media.